# 金成謙
金成謙（1941年5月13日—），韓國男演員。

## 演出作品

### 電視劇
- 1981年：KBS《大命》飾演 李時白
- 1988年：KBS《天啊天啊》
- 1989年：KBS《無風地帶》
- 1995年：MBC《第4共和國》
- 1998年：KBS《王與妃》飾演 成勝
- 2000年：KBS《太祖王建》飾演 阿慈介
- 2001年：MBC《陽光情人夢》飾演 金光哲
- 2003年：KBS《武人時代》飾演 慶珍
- 2003年：MBC《我的威風女友》飾演 金會長
- 2004年：MBC《藍色愛爾蘭》
- 2005年：SBS《香港特急》飾演 韓教授
- 2005年：SBS《不良主婦》
- 2005年：MBC《第五共和國》飾演 崔圭夏
- 2005年：SBS《堅強的野花》
- 2005年：MBC《英才的全盛時代》
- 2006年：SBS《淵蓋蘇文》飾演 隋文帝
- 2007年：MBC《H.I.T》飾演 崔班長
- 2007年：KBS《達子的春天》飾演 泰峰的爺爺
- 2007年：SBS《遇上完美鄰居的方法》
- 2007年：MBC《蘿蔔泡菜》飾演 鄭九萬
- 2007年：SBS《說客》
- 2007年：CGV《正祖暗殺神秘8日》飾演 英祖
- 2008年：MBC《你是誰》
- 2008年：MBC《伊甸園之東》飾演 吳會長
- 2008年：KBS《妻子和女人》
- 2009年：MBC《賢內助女王》飾演 許會長
- 2010年：SBS《秘密花園》飾演 文昌秀
- 2010年：MBC《暴風的戀人》飾演 申正秀
- 2011年：SBS《Midas》飾演 劉畢尚
- 2011年：KBS《我們家的女人們》飾演 李會長
- 2012年：SBS《依然是你》飾演 姜范植
- 2012年：SBS《我的愛蝴蝶夫人》飾演 李三九
- 2013年：MBC《金子輕鬆出來吧》飾演 李盛山
- 2013年：MBC《醜聞：極具衝擊性與不道德的事件》飾演 尹天下
- 2013年：JTBC《她的神話》飾演 都景哲
- 2013年：MBC《Medical Top Team》飾演 李斗慶
- 2014年：SBS《誘惑》飾演 劉達浩
- 2016年：SBS《戲子》飾演 呂裕吉
- 2016年：MBC《春日常在》飾演 周泰坪
- 2016年：tvN《孤單又燦爛的神－鬼怪》飾演 劉信宇
- 2018年：MBC《偉大的誘惑者》

### 電影
- 1994年：《殺妻秘笈》
- 2001年：《最後的禮物》
- 2002年：《總統要出嫁》
- 2003年：《逆轉生》
- 2005年：《我的結婚日記》

## 外部連結
- NAVER （页面存档备份，存于）